# Michał Marek (hokeista)
Michał Marek (ur. 1 marca 1990, zm. pod koniec 2015) – polski hokeista.

## Życiorys i kariera
- MMKS Podhale Nowy Targ II (2009-2011)
- MMKS Podhale Nowy Targ (2010-2011)

Urodził się 1 marca 1990 jako syn Piotra i Marzeny. Zdał maturę w Zespole Szkół nr 1 im. Władysława Orkana w Nowym Targu i podjął studia na tamtejszej Podhalańskiej Państwowej Wyższej Szkoły Zawodowej.
Był wychowankiem i zawodnikiem klubu hokejowego MMKS Podhale Nowy Targ. W składzie reprezentacji Polski do lat 18 wystąpił na turnieju mistrzostw świata juniorów do lat 18 w 2008 (Dywizja I). W barwach drużyny rezerwowej MMKS Podhale występował w I lidze (sezony 2009/2010 i 2010/2011). W pierwszym zespole brał udział w rozgrywkach ekstraligi edycji 2010/2011. Po sezonie 2010/2011 zakończył karierę wskutek kontuzji kręgosłupa. W 2012 wziął udział w pokazowym meczu byłych zawodników Podhala Nowy Targ.
Zaginął 21 listopada 2015 w Nowym Targu. Został zamordowany przez 23-letniego sprawcę, który przyznał się do popełnienia zbrodni i wskazał miejsce zakopania jego ciała, ujawnionego 10 stycznia 2016. Pogrzeb Michała Marka odbył się 15 stycznia 2016 w Nowym Targu.